# 四日市市立常磐小学校
四日市市立常磐小学校（よっかいちしりつ ときわしょうがっこう）は、三重県四日市市常磐地区にある公立小学校。略称は常小（ときしょう）。

## 沿革
- 1875年（明治8年）12月5日 - 赤堀学校が創立される。
- 1941年（昭和16年）4月1日 - 常磐国民学校と改称される。
- 1947年（昭和22年）4月1日 - 常磐小学校と改称される。
- 1948年（昭和23年）5月 - 学校舎再配置により四郷小学校と合併し、西小学校と改称する。
- 1949年（昭和24年）3月 - 再び分離して常磐小学校と改称される。

出典：

## 学区
- 四日市市
  - 赤堀南町、赤堀一 - 三丁目、城東町、城西町、石塚町、中川原一 - 四丁目、芝田一・二丁目、伊倉一 - 三丁目、西伊倉町、久保田一・二丁目、ときわ一・二丁目、ときわ五丁目、赤堀新町、城北町[2]

## 進学先中学校
- 四日市市立常磐中学校